# Уїтака
Уїтака — богиня родючості, покровителька жіночої плодючої сили, хтивості у міфології чибча-муїска. Ім'я перекладається як «Хранителька полів». З часом ототожнювалася з богинею Місяця (Чіа). Інше ім'я Шибчасгагуа.

## Міфи
Спочатку являло собою божество родючості. На думку дослідників є одним з давнішніх божеств муїсків. Пізніше образ Уїтаки поєднався з образами інших жіночих землеробських божеств (можливо, запозичених у сусідів): Чіа — «місяць»; і Юбекайгуайя — «світло зірки». Зрештою став однією з іпостасей єдиного жіночого потрійного божества, лише функціонально розділеного на три особи, втім єдиного за значенням — жіночого початку життя. Педро Симон її асоціює з богинею Бачуе.
Уїтака відводилася роль покровительки чуттєвих насолод. Згідно з міфом, Уїтака була вродливою жінкою і вчила людей п'яним веселощам, танцям і розгулу, що призвело до відходу від законів, встановлених богом-героєм і улаштовувачем суспільства Бочікою і гніву бога Чибчакума. За це Бочіка (відповідно до деяких міфів Уітака була його дружиною) перетворив її на сову (за іншим варіантом це зробив Чибчакум), за іншим варіантом — на Місяць (тому його сутність мінлива і непостійна). Ще за одним міфом Чимінігагу перетворив Уітаку на Місяць-Чіа, яка полинуло на небо, де стала дружиною Сонця-Суа, яке ототожнювали з Бочікою.
Вона бувала також лихою богинею: любила псувати і руйнувати все зроблене Бочікою. За її наказом річки виходили з берегів і знову несли людям лиха.